# ポリエーテルイミド
ポリエーテルイミド (英: polyetherimide PEI)  はスーパーエンジニアリング・プラスチックの一種。

## 概要
1980年代の初頭にゼネラルエレクトリック社で開発された。ULTEM（ウルテム）の商品名で販売されていた。2007年9月にサウジ基礎産業公社（SABIC）がGEのプラスチック分野を買収し、SABICが供給している。
熱可塑性樹脂でガラス転移温度は217℃で、150℃まで弾性率が低下せず170℃前後まで常用可能。耐薬品性に優れ、耐水性や耐熱水にも有効で難燃性の物質で、仮に燃えた場合でも発煙が少なく、電気特性、耐候性にも優れ、絶縁破壊強さも高いため、航空機の部品としても使用できる。
流動性が高く、射出成型にも適する。また3Dプリンターでの利用も可能である。

## 用途
- 精密機器
- 自動車部品
- 航空機部品
- 家電
- 医療機器
- 電気・電子分野
- 食品機械
- ギター用ピック
- メガネのフレーム
- 3Dプリンター用ビルドプレート